# I. Apafi Mihály
Apanagyfalvi I. Apafi Mihály (Ebesfalva, 1632. november 3. – Fogaras, 1690. április 15.) erdélyi fejedelem 1661-től haláláig, II. Apafi Mihály apja. Ő volt az Apafiak által adott két erdélyi fejedelem közül az első.

## Élete
Régi erdélyi főnemesi családból származott. Apja Apafi György, Küküllő vármegye főispánja, anyja Petki Borbála, Petki János erdélyi kancellár leánya. Öt fivére és öt leánytestvére született.

### Út a fejedelmi székig
Gyermekéveit szülei nagysajói udvarházában töltötte. Iskolái elvégzése után 1650-ben került II. Rákóczi György udvarába, ahol három évig teljesített szolgálatot. 1653. június 10-én vette feleségül Bornemisza Annát, aki tizennégy gyermeket szült neki, de csak egy fiú, a későbbi II. Apafi Mihály névleges fejedelem érte meg a felnőttkort. Apafi részt vett a moldvai hadjáratban (1653), a havasalföldi (1655) és a lengyelországi (1657) hadjáratokban, s az erdélyi fősereg maradékával együtt őt is fogolyként a Krímbe vitték, ahonnan 1660 novemberében, három év raboskodás után tért csak haza, mivel családja csak nagy nehézségek árán tudta összeszedni a kiváltásához szükséges pénzt. Apafi a zavaros politikai helyzet miatt a birtokaira vonult vissza, s kivárta, míg eljön az ő ideje. Nem is kellett sokat várnia, mivel Barcsay Ákos az általános elégedetlenség miatt lemondott, míg a helyére megválasztott Kemény Jánost a török nem fogadta el. Kemény felmondta a törökkel kötött szövetséget, s I. Lipót császár védelmét kérte. A porta erre egy komoly sereget indított Erdély ellen, s a támadó török had fővezére, Kösze ("Kopasz") Ali pasa, 1661. szeptember 14-én a Libáncs-mezőn, Marosvásárhely közelében Apafi Mihályt tette Erdély fejedelmének.
A két fejedelem szabályos háborút folytatott a hatalomért, ám míg Keményt csak tessék-lássék támogatta a császár, addig Apafi bizton számíthatott a török-tatár haderő mellett a hódoltsági török csapatok segítségére is. Kemény azonban nem adta olcsón a fejedelemséget. Alighogy a tatár sereg kitette a lábát Erdélyből, csapataival támadást indított Apafi ellen. A jenői bég, Kücsük Mehmed pasa azonban Apafi segítségére sietett, s egyesült seregük 1662. január 23-án Nagyszőlősnél teljes győzelmet aratott Kemény csapatai felett, aki maga is holtan maradt a csatatéren.

### Két nagyhatalom között
A vetélytárs halálával és Apafi hatalmon maradásával véget ért Erdély 1657 óta tartó második válságos korszaka. A helyzet egyértelmű volt, hiszen Apafi a török jóvoltából került a fejedelemség élére, s török segítségével tudta megőrizni a trónját. A kedvezőtlen geopolitikai helyzet miatt – a Habsburgok még nem erősödtek meg kellőképpen a harmincéves háború után, illetve tartottak XIV. Lajos Franciaországától – nem a török kiűzése és Magyarország újraegyesítése, hanem elsősorban a túlélés lehetett a reális cél, s ezt Apafi uralma biztosította. Apafi visszahúzódó személyiség volt, aki szívesebben olvasott és bíbelődött szerkezeteivel, de fejedelemmé választása után minden erejét hivatásának, Erdély viszonylagos önállósága megőrzésének szentelte. Reálpolitikus volt, s csak látszatra törökbarát, noha kényszerűségből több Habsburg-ellenes katonai akcióban részt vett (1663, 1679, 1683). A dicsőséges 1664-es hadjárat során már készült, hogy az erdélyi seregek élén csatlakozik a Magyarországot felszabadító császári hadakhoz, a szégyenteljes vasvári béke (1664. augusztus) azonban hamar kijózanította, hiszen kiderült, hogy sem a császár, sem a szultán nem volt tekintettel Erdély érdekeire. A török megtarthatta korábbi foglalásait, míg cserébe Lipót megkapta az akkor Erdélyhez tartozó Szabolcs és Szatmár megyéket. Megegyeztek abban is, hogy az esetleges új fejedelemjelölteket és egymás ellenségeit a jövőben nem támogatják. Ezzel a törökellenes összefogás kérdése majd két évtizedre lekerült a napirendről.
A fejedelemnek Erdély érdekében alkalmazkodnia kellett a megváltozott helyzethez. Későbbi értékelőinek egy része szerint a politikához nem nagyon értett és igazából nem is érdekelte, a kormányzásban elsősorban feleségére, a gyors észjárású Bornemissza Annára és gróf Teleki Mihály kancellárra támaszkodott. Valójában a negatív vélemények inkább a súlyos gazdasági nehézségek miatti kényszerintézkedések hatására alakultak ki, amelyek a török gyengeség és a Német-római Birodalom erősödése után jelentkeztek. Erdély Apafi korai időszakában a viszonylagos nyugalom után újra fejlődésnek indult mind gazdasági (az ipar fellendítése, görgényi papírmalom megjavíttatása a könyvnyomtatás végett, a vajdahunyadi vashámor építése, az üveggyártás újraindulása, a posztószövés fellendülése), mind kulturális téren. Istenfélő uralkodóként szívén viselte alattvalóinak erkölcsi magatartását. A káromkodások és dorbézolások ellen határozatokat hozott. Egymás után jelennek meg szigorú rendelkezései az egyház és pásztorainak védelmére. Református hite mellett jóindulatú vallásügyi politikát folytatott a nem-református egyházak iránt és a román anyanyelven tartott istentiszteletek elterjedését is támogatta.
Az egyház „veteményes kertjének” tekintette az iskolákat és kiemelten gyámolította azok intézményeit. Megmentette a Bethlen Gábor által alapított gyulafehérvári Academicum Collegiumot, amikor 1682. október 6-án, a kocsárdi táborában kiadott rendeletével Nagyenyedre helyeztette át azt. Legkiválóbb tudósa Pápai Páriz Ferenc volt. 
Udvarát Fogarason és Ebesfalván tartotta. Érdekességként említhető, hogy Apafi alatt kezdődött el Erdélyben a dohányzás.

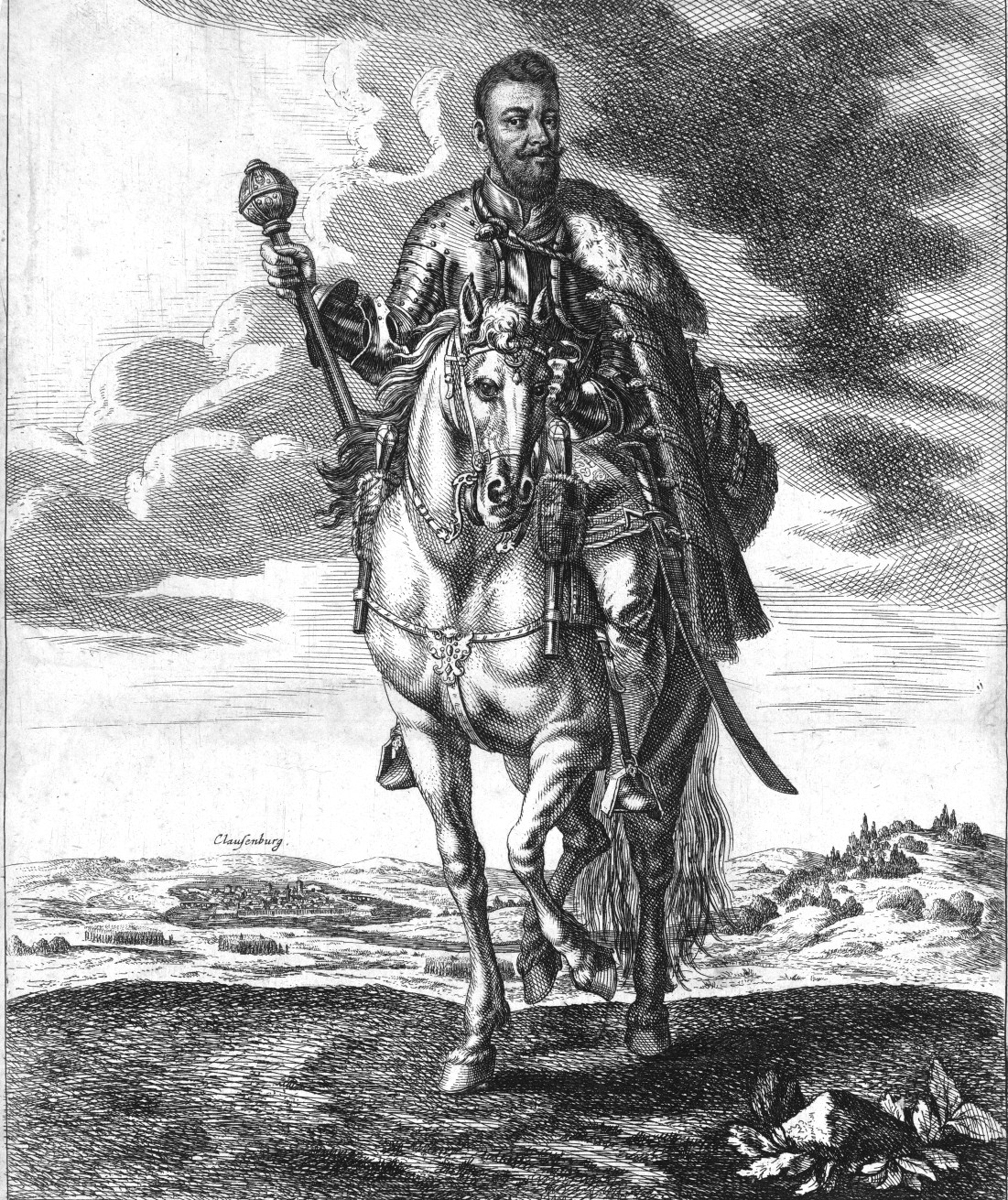
Apafi Mihály

Apafi kapcsolatokat ápolt a magyarországi főurakkal, s Wesselényi-összeesküvés után befogadta a császári önkény elől menekülőket. Lipót I. Rákóczi Ferencet szerette volna Apafi helyére ültetni, ám ő 1676-ban meghalt. Apafi 1677-ben szabályos szövetségi szerződést kötött a Habsburgok ősellenségével, XIV. Lajos Franciaországával. Teleki Mihály hatására azonban Apafi idővel Bécs felé kezdett közeledni, s Thökölyt sem támogatta olyan erővel, mint korábban. Ennek elsősorban az 1679-es nijmegeni francia–Habsburg békeszerződés volt az oka, mely megkötésével XIV. Lajos számára immáron érdektelenné vált a „keleti hadszíntér”, azaz Erdély támogatása. Apafi érzékelte a Habsburgok erősödését és a küszöbön álló nagy háborút, s igyekezett úgy intézni az ügyeket, hogy Erdély minél kisebb veszteségeket szenvedjen. Mindezt az országa egységének és fejedelemségének megerősítése érdekében tette, mivel Thököly közben önállósította magát, s kiszámíthatatlan módon kizárólag a saját uralmának megerősítésén ténykedett. Apafi és Thököly között 1681-ben nyílt szakítás következett be, mivel Thököly nem volt hajlandó sem Apafi fejedelemségét, sem fia utódlását elismerni. Kara Musztafa nagyvezír Thököly pártját fogta, s sereget, pénzt és élelmiszer-szállítmányokat követelt Apafin, aki kényszeredetten teljesítette a nagyvezír akaratát. Közben Thököly – a Porta tervezett Bécs elleni hadjáratáról értesülve – 40 000 arany évi adó ellenében megkapta a töröktől a Magyarország királya címet. A területében megcsonkított, a
török adók és ajándékok súlya alatt roskadozó, kereskedelmében és vámjaiban korlátozott, gazdaságilag elszigetelt Erdély tehát négyszer annyi hivatalos adót fizetett a Portának, mint Bethlen Gábor gazdag és erős állama.

### Bukása
Az 1683-as török hadjárat során Apafi 5000 lovasa élén vonult Bécs török ostromára, de ügyesen kivonta magát a tényleges harcok alól, a nagyvezír a Rába hídjainak őrzésére rendelte. Az ostrom kudarcot vallott, majd 1684 tavaszán létrejött a Szent Liga, melynek végső célja a török Európából kiűzése volt, amelyhez a Német-római Birodalom balkáni törekvései társultak. Apafi Sobieski János lengyel királyra és a franciákra támaszkodva az önálló Erdély fennmaradását kívánta elérni, hogy majd a háború után a protestáns hatalmak (Hollandia, Anglia, Brandenburg) segítségével egyesülhessen a szétszakított ország. Ez viszont már Bécs érdekeit sértette, s Lipót császár Buda 1686-os visszafoglalása után úgy döntött, hogy Erdélyt – mint a császáriak számára kiváló utánpótlási bázist – minél előbb meg kell szállni. Ezt a célt szolgálta az 1686. június 28-án aláírt Haller-féle diploma. Ebben Apafi lemondott a függetlenségről az önálló külpolitika feladásával, de megtartotta önállóságát a belügyekben. Ezzel egyúttal Lipót oltalma alá helyezte Erdélyt, de cserében Lipót elismerte fia örökösödési jogát. Apafi kényszerhelyzetben volt, mivel hatalmát a törököktől kapta, török szövetségesként viselkedett mindig is, ráadásul fia fejedelemmé választását is török fermán erősítette meg. Ha a törökök Magyarországon meggyengülnek, az Apafi gyengülését is magával vonta.
A Haller-féle diplomával a zsebében elutasította Thököly kiegyezési ajánlatát, pedig az egykori felső-magyarországi fejedelem törökök által támogatott serege még mindig jelentősnek volt mondható, ami Apafi erőivel kiegészülve talán Erdélyt is megvédhette volna a császáriaktól. Azonban Apafit eltávolította Thökölytől az a tény, hogy néhány éve már a törökök inkább támogatták Thökölyt, mint őt. Félelme nem is volt alaptalan, ez 1690 őszén beigazolódott. 1686-ban a Haller-féle diploma értelmében, amely a császári hadsereg 1/6-át Erdély védelmére rendelte, a császári csapatok Erdélyben akartak telelni, amit Apafi hatalmas anyagi áldozatok árán akadályozott meg, megvesztegetve Caraffát és Veteranit, valamint ellátva a hadsereget élelemmel.
Az 1687-es nagyharsányi győzelem után Lotharingiai Károly herceg ismét a Haller-féle diploma alapján bevonult Erdélybe, s elfoglalta Somlyót, Kolozsvárt, Szebent és Szamosújvárt. Apafi, aki az előző hadászati évad végén még Veterani ezredest és Caraffa generálist képes volt lefizetni, hogy azok csapatai ne jöjjenek Erdélybe, kénytelen volt aláírni a balázsfalvi szerződést, melyben vállalta a császáriak ellátását és – többek közt – 700 000 rajnai forint kifizetését. A paktum teljesítéséhez rendkívüli adókat kellett kivetni, illetve az összes adót megemelni, ami tovább rontotta az Erdélyen belüli megítélését.

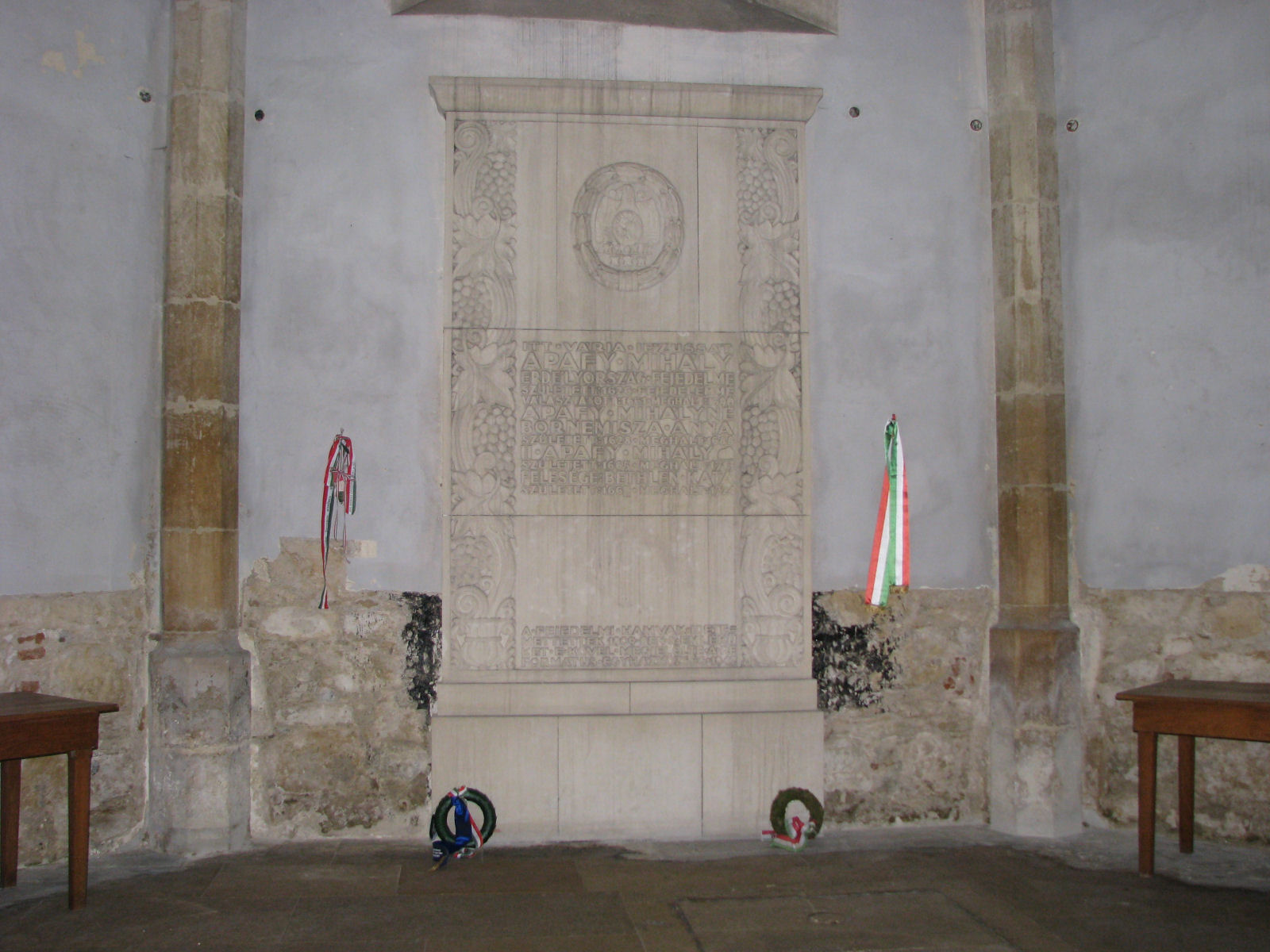
I. Apafi Mihály sírhelye a kolozsvári Farkas utcai református templomban

A szerződést azonban Bécsben semmisnek nyilvánították, és Caraffa lett az új főparancsnok, aki a megfélemlítés eszközét vetette be az erdélyi rendek ellen. Az erdélyi rendek gyűlése 1688. május 9-én elfogadta a fogarasi nyilatkozatot, ami Erdélynek a Portától való elszakadását és I. Lipót császár uralma alá helyezését jelentette ki. Feleségének 1688 augusztusában bekövetkezett halála után Apafi idegileg összeomlott, ahogy a kortársak írták, „búskomorságba esett”. Politikájának következményeit már nem érte meg, mivel egy vadászaton meghűlt, és 1690. április 15-én Fogarason meghalt. Almakeréken temették el, majd 1942. november 23-án hamvait fiával együtt a kolozsvári Farkas utcai református templomban helyezték végső nyugalomra.

### Diploma Leopoldinum
A fejedelem halála után Lipót kormányzótanácsot rendelt ki az utód, II. Apafi Mihály mellé, majd 1690 októberében kiadta a Diploma Leopoldinumot, mely Erdélyt – a fejedelem személyének kérdését függőben hagyva – Magyarországtól független, különálló tartományként a bécsi központi kormányzathoz csatolta. Erdély kormányzóság lett. Az ifjabb Apafit Lipót 1696-ban Bécsbe hozatta feleségével, Bethlen Katával együtt, az indoklás szerint a fejedelem nem kért engedélyt a házasságkötéshez. Az internálást ekkor még a pfalzi örökösödési háború és a német–török háború befejezéséig tervezték. II. Apafi Mihály 1701-ben mondott le hivatalosan a fejedelemségről, miután az 1699-es karlócai béke szövegébe nem került be semmi olyan, ami Erdély politikai státuszát szabályozta volna és ezzel reményei elvesztek a visszatérésre. Cserébe birodalmi hercegi címet és évjáradékot kapott 1713. február 1-jén bekövetkezett haláláig.

## Művei
Bod Péter (1712–1769) magyarigeni református pap szerint Apafy a tudományt és tudós embereket igen szerette, és ő maga is klasszikus műveltségű ember volt. Három mű maradt fenn jelent meg nyomtatásban tőle:
- 1. Az egész keresztyén vallásnak rövid fundamentomi. Gyula-Fehérvár, 1645 (új kiadása 1753, h. n.)
- 2. Marc. Frid. Wendelinusnak a keresztyén Isteni tudományokról irott két könyve. Magyar nyelvre fordítattanak. Kolozsvár, 1674
- 3. Universis orbis christiani regibus... Ad sempiternam memoriam. Kolozsvár, 1681
- Kéziratban maradt naplójáról (Vehiculu n vitae) és egyéb munkáiról ezt olvassuk A Magyar Nyelvmívelő Társaság Munkáinak elő darabjában (Szeben, 1796): «1632. 1689. vehiculum vitae. 1690. Első Apaffy Mihály diariuma. Esmét I. Apaffy Mihály fejedelem Protocolluma. Benne: az 1666-beli Békesség pontjai; 1556-ban ifjú János király utazása és magának Apaffynak sok szép Levelei.» Ezek nagyrészt Teleki Mihály irataival a marosvásárhelyi Teleki-féle könyvtárba kerültek és ott találhatók.[4]
- Tóth Ernő: I. Apafi Mihály, II. Apafi Mihály erdélyi fejedelmek naplója 1634–1694; Ajtai Ny., Kolozsvár, 1900

Önéletrajzát is megírta (kiadta az Erdélyi Múzeum, 1900). Egy Biblia-kiadás megjelenését is elő akarta 1682-ben segíteni s még ezt megelőzőleg tervbe vette annak román nyelvre való lefordíttatását.

## Források

Az Apafiak címere